# Pioneer Courthouse/Southwest 6th és Pioneer Place/Southwest 5th megállóhelyek
Pioneer Courthouse/Southwest 6th és Pioneer Place/Southwest 5th megállóhelyek a Metropolitan Area Express zöld, sárga és narancssárga vonalainak, valamint a TriMet és az ecoShuttle autóbuszainak megállója az Oregon állambeli Portlandben.
Az ötödik és hatodik sugárutakon elterülő megállók szélső peronosak, a vonatokra a járdáról lehet felszállni; előbbinél a déli-, utóbbinál pedig az északi irányú járatok állnak meg. A sárga vonal szerelvényei eredetileg mindkét peronnál megálltak, de 2015 szeptemberétől a déli irányban a narancssárga vonatok járnak.
A megállók a megnyitástól az ingyenes utazást biztosító Fareless Square (amelyet 2010 januárjában Free Rail Zone-ra kereszteltek át) részét képezték, de a zónarendszert 2012-ben felszámolták.

## Autóbuszok

### TriMet
- 1 – Vermont (►Alpenrose Park)[2]
- 12 – Barbur/Sandy Blvd (Tigard Transit Center◄►Parkrose/Sumner Transit Center)[3]
- 19 – Woodstock/Glisan (Gateway Transit Center◄►Lincoln Memorial)[4]
- 94 – Pacific Hwy/Sherwood (►Southwest 1st Avenue)[5]

### ecoShuttle
- Swan Island Evening Shuttle (Rose Quarter Transit Center◄►N. Anchor & Channel)[6]

| Előző állomás                                          |                                       | Metropolitan Area Express |  | Következő állomás                                            |
| ------------------------------------------------------ | ------------------------------------- | ------------------------- |  | ------------------------------------------------------------ |
| SW 6th & Madison Stcsak az egyik irányban              |                                       | Zöld vonal                |  | SW 6th & Pine Sttovább Clackamas Town Center pályaudvar felé |
| City Hall/SW 5th & Jefferson Sttovább PSU South felé   | SW 5th & Oak Stcsak az egyik irányban | Zöld vonal                |  |                                                              |
| SW 6th & Madison Stcsak az egyik irányban              |                                       | Sárga vonal               |  | SW 6th & Pine Sttovább Expo Center felé                      |
| City Hall/SW 5th & Jefferson Sttovább SE Park Ave felé |                                       | Narancssárga vonal        |  | SW 5th & Oak Stcsak az egyik irányban                        |

## Fordítás
- Ez a szócikk részben vagy egészben  a   Pioneer Courthouse/Southwest 6th and Pioneer Place/Southwest 5th stations című angol Wikipédia-szócikk ezen változatának fordításán alapul.  Az eredeti cikk szerkesztőit annak laptörténete sorolja fel. Ez a jelzés csupán a megfogalmazás eredetét és a szerzői jogokat jelzi, nem szolgál a cikkben szereplő információk forrásmegjelöléseként.